# Koijusaari (ö i Tornedalen, lat 66,70, long 24,50)
Koijusaari eller Ylinensaari är en ö i Finland. Den ligger i sjön Lampsijärvi och i kommunen Pello i den ekonomiska regionen  Tornedalens ekonomiska region  och landskapet Lappland, i den norra delen av landet, 700 km norr om huvudstaden Helsingfors. Öns area är 0,6 hektar och dess största längd är 110 meter i nord-sydlig riktning.